# D-Aminoacide oxydase
La D-aminoacide oxydase (DAAO) est une oxydoréductase qui catalyse la réaction :
acide aminé D + H2O + O2  {\displaystyle \rightleftharpoons }  2-oxo carboxylate + NH3 + H2O2.
Cette enzyme est une flavoprotéine à FAD ayant une spécificité très large par rapport à son substrat : elle agit sur pratiquement tous les acides aminés D ainsi que sur la glycine, avec une préférence pour les acides aminés électriquement neutres et une activité nulle pour les acides aminés acides. Elle est exprimée dans une grande variété de cellules, des levures aux humains. Elle est en revanche absente des plantes et des bactéries, qui expriment à la place la D-arginine déshydrogénase. Elle convertit les acides aminés D en leur acide iminé avec libération d'ammoniac et de peroxyde d'hydrogène.
Chez les mammifères, la D-aminoacide oxydase a été associée au métabolisme de la D-sérine cérébrale et à la régulation de la neurotransmission glutamatergique. L'activité de cette enzyme s'est révélée deux fois supérieure à la normale dans les études post-mortem de cas de schizophrénie.
Elle est utilisée par l'industrie comme catalyseur dans plusieurs applications biotechnologiques, comme l'oxydation de la céphalosporine C, la déracémisation de solutions racémiques d'acides aminés D, ou comme composant biologique de certains biosenseurs (biodétecteurs) utilisés dans la détermination de la concentration en acides aminés D dans les fluides biologiques.